# Kibilo
Kibilo est une commune rurale située dans le département de Gourcy de la province du Zondoma dans la région Nord au Burkina Faso.

## Géographie
Kibilo se trouve à environ 15 km à l'est du centre de Gourcy, le chef-lieu du département, et de la route nationale 2 ainsi qu'à 6 km au sud-est de Tangaye .

## Santé et éducation
Kibilo accueille depuis quelques années un centre de santé et de promotion sociale (CSPS) tandis que le centre médical (CM) de la province se trouve à Gourcy.
Depuis 1978, Kibilo possède une école primaire privée reconnue par l'État burkinabè, l'école FA Arahana.